# 鸚鵡螺號潛艇 (虛構潛艇)

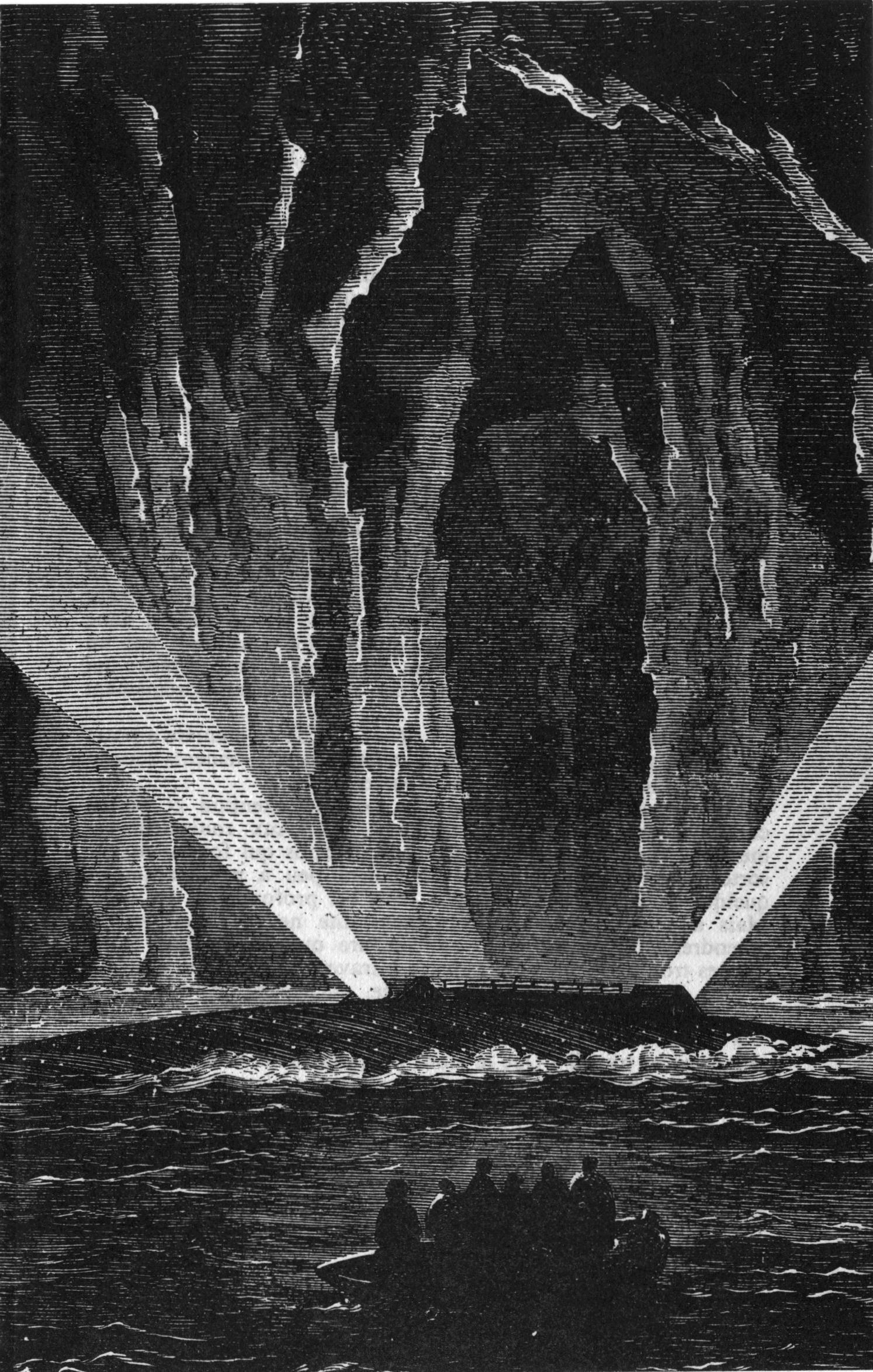
鸚鵡螺號

鸚鵡螺號潛艇（英語：Nautilus）是一艘出現在著名小說家儒勒·凡爾納的小說《海底兩萬里》與《神秘島》當中的潛艦。距《海底兩萬里》出版近半個世紀後，世界上第一艘可實際運作的核子動力潛艇也被命名為鸚鵡螺號（USS Nautilus SSN-571），雖然該命名承繼自一艘1803年服役的美國海軍多桅縱帆船（Schooner）與之後沿襲此名的兩艘傳統動力潛艇，但由於核動力潛艇像小說中的鸚鵡螺號般擁有接近無限的潛航能力，令這艘與凡爾納筆下的虛構潛艇同名的美軍核潛艇或多或少讓世人感覺到，這名19世紀著名作家的幻想似乎已經在20世紀夢想成真。

## 描述
凡爾納描述鸚鵡螺號是尼莫船長自己設計，船長則是尼莫本人。在他的指揮下完全隔絕與陸地的一切交流，專注探索海洋。
其動力來源是利用鈉電池/汞電池來所產生的電力，再輔以特殊的電磁裝置提供潛艦所需的動力與其他功能，包括食物衣服的原料都能在海中取得、製造。
鸚鵡螺號為雙層船殼，潛艇最高速為50節，排水量為1,356.48法國運費噸。
書中所述內部設施有尼莫船長的私人房間、食堂、廚房、船員的房間、浴室、機械艙等，船內還有收藏了12000冊書籍的圖書室，和尼莫船長個人的美術品收藏室與放置了風琴的演奏室。

## 外部連結
- Verne's Nautilus. Models and speculation from the book data.
- A Catalog of Nautilus Designs. Enumeration of the principle designs of the Nautilus